# コウベタヌキノショクダイ
コウベタヌキノショクダイ（学名: Thismia kobensis）はヒナノシャクジョウ科タヌキノショクダイ属の菌従属栄養性植物。 

## 概要
1992年に日本の神戸市で1個体のみ発見され、ヒナノボンボリ属のものと推定されながら同定されることなく、兵庫県立人と自然の博物館に、タイプ標本として保存されていた。
1993年から1999年にかけての調査では新個体が発見されず、元々の自生地は1999年の土地開発によって消滅していた。
2010年には、生息地破壊および森林破壊によって、当地では絶滅したと考えられた。
2018年に、神戸大学大学院理学研究科の末次健司特命講師らの研究グループによる標本の再調査で、新種であることが分かったので、タヌキノショクダイ属の1種としてコウベタヌキノショクダイと命名され、発表された。
2021年、タイプ標本となった個体が見つかった生息地から30 km離れた三田市の針葉樹林で、新たに20個体が発見された。
2023年には、見つかった生体を基に詳しく研究された成果が、論文として発表された。
2023年5月には、静岡県周智郡の1か所と、神戸市北区の3か所でも自生地が発見された。

## 特徴
菌従属栄養性植物として光合成を行わず、地中の菌類から栄養分を吸い上げる。
湿潤な針葉樹林の林床で見つかっており、全長1cmほどで、ほぼ花と根だけから成り、5月ごろ花を咲かせる。
花は、カンアオイに似て、六角形の筒状で口がオレンジ色の花被を、上部が花びら状に裂けた白から薄黄色の花被片が包んだ形をしており、花被片には細かい毛がまばらに生えている。
根は、表皮の内側に未崩壊のコイル状の菌糸を含む細胞層を持ち、直径1mmほどで若いうちは白く古くなると茶色を帯びる。